# Довголісся (Гомельський район)
Довголісся (біл. Даўгалессе) — село в Довголіській сільраді Гомельського району Гомельської області Білорусі. Є центром Довголіської сільської ради.

## Географія

### Розташування
У 19 км від залізничної станції Якимівка (на лінії Калинковичі — Гомель), 35 км на південний захід від Гомеля.

## Гідрографія
На півночі та заході меліоративні канали.

## Транспортна мережа
Автомобільна дорога Михальков - Калинковичі - Гомель. 
Планування складається з трьох частин: західної, середньої та східної. Забудова нещільна, переважно дерев'яна, садибного типу.

## Історія

### У складі БРСР (СРСР)
За письмовими джерелами село відоме з кінця XIX століття. Найбільш інтенсивна забудова приходиться на 1920-ті роки. У 1926 році діяли відділення зв'язку, школа, центр Карналінської сільради Дятловського району Гомельського округу. У 1931 році організований колгосп. 
Під час німецько-радянської війни окупанти вбили в 1941 році 4 радянських активістів (поховані на кладовищі). У боях біля села загинули 6 радянських солдатів і партизанів (поховані в братській могилі). 26 жителів загинули на фронті. З 3 вересня 1965 року — центр Довголіської сільради і радгоспу імені Максима Горького. Розміщуються середня школа (в 1989 році побудовано цегляну будівлю), Будинок культури, бібліотека, дитячий сад, фельдшерсько-акушерський пункт, відділення зв'язку, комплексно-приймальний пункт побутового обслуговування, їдальня, швейна і шевська майстерні, 2 магазини, баня.

### У складі Республіки Білорусь
У 1987 — 1992 роках побудовані 142 цегляних будинки для переселенців із забруднених радіацією місць в результаті аварії на Чорнобильській АЕС.

## Відомі уродженці
- Олександр Григорійович Рудковський (1943 — 1999) — білоруський та радянський оперний співак, Заслужений артист Білоруської РСР (1975).

## Населення

### Чисельність
- 2004 — 322 господарства, 835 жителів.